# Palpenbürstenkanker
Der Palpenbürstenkanker (Dasylobus graniferus) ist eine Art der zu den Spinnentieren gehörenden Weberknechte. Die ursprünglich im Mittelmeergebiet von Frankreich bis Italien und Kroatien verbreitete Art konnte sich im 21. Jahrhundert stark nach Norden ausbreiten und sich nördlich der Alpen in Stadtgebieten Mittel- und Westeuropas etablieren.

## Merkmale
Die Männchen erreichen Körperlängen von 3,0–3,9 mm und die Weibchen Körperlängen von 5,3–7,8 mm. Wie bei zahlreichen anderen mitteleuropäischen Weberknechten befindet sich auf dem Hinterleib eine dunklere Sattelzeichnung.
Die Männchen sind bereits äußerlich an dem Körnerfeld auf einer gerundeten Apophyse auf dem zweiten Chelizerenglied und an dem Haarfeld auf der Ventralseite des Pedipalpus gut kenntlich.

### Ähnliche Arten
Ähnliche Arten sind Mitopus morio (vor allem mit Weibchen von D. graniferus zu verwechseln), Phalangium opilio, Rilaena triangularis und der in Italien und Frankreich verbreitete Dasylobus argentatus.

## Verbreitung
Die ursprünglich mediterran und alpin verbreitete Art konnte ihr Verbreitungsgebiet mittlerweile bis weit nach Mitteleuropa ausdehnen.
Im Mittelmeergebiet kommt die Art vom östlichen Südfrankreich über die Nordhälfte Italiens bis nach Slowenien und Kroatien vor. Über das Rhonetal konnte sich die Art auch bis in die Schweiz ausbreiten, wo sie unter anderem rund um den Genfer See lebt. Durch Verschleppungen konnte sich die Art, begünstigt durch die globale Erwärmung, auch nördlich der Alpen etablieren. So kommt sie mittlerweile in und um London und Paris vor sowie vom Osten Frankreichs bis nach Belgien, Luxemburg und Deutschland. Auch im Süden Österreichs wurde die Art nachgewiesen, die Ausbreitungswege hierhin erfolgten möglicherweise über Alpentäler bis nach Vorarlberg und Tirol. In Deutschland wurde die Art 2016 zum ersten Mal nachgewiesen. Hier ist sie ähnlich wie im nördlichen Frankreich oder in Großbritannien auf Metropolregionen beschränkt. Sie wurde hier in Frankfurt, Offenbach, Bonn, Mainz, Stuttgart und an anderen Stellen Südwestdeutschlands nachgewiesen. Vor allem entlang der schweizerischen, französischen und belgischen Grenze sind weitere Vorkommen zu erwarten. Eventuell ist die Art mittlerweile auch im südlichen Skandinavien zu finden.
Die Art, die auch schon lange aus den Südwestalpen bekannt ist, scheint ebendort dichte Wälder zu bevorzugen. In Mittel- und Westeuropa kommt die Art vor allem in Städten vor.

## Lebensweise
Adulte Tiere finden sich von März bis Juni, Männchen leben jedoch noch bis Mitte August. Juvenile Tiere werden vor allem zwischen Oktober und April beobachtet. Im Sommer wird die Art nur selten gefunden. Das Reifen der Eier im Sommer könnte eine Anpassung an die trockenheißen Sommer der Mittelmeerregion darstellen. In Mitteleuropa scheinen in urbanen Bereichen adulte Exemplare überwintern zu können.

## Taxonomie
Die Art wurde 1872 von Giovanni Canestrini unter dem Namen Opilio graniferus erstbeschrieben. Ein weiteres Synonym lautet Eudasylobus nicaeensis (Thorell, 1876).